# Goudvinkzwam
De goudvinkzwam (Pholiota astragalinus) is een schimmel uit de familie Strophariaceae. Hij leeft saprotroof, op stronken en van zwaar verrot dood hout naalhout, voornamelijk spar (Picea) en den (Pinus) op zandgrond. Vruchtlichamen komen voor van juli tot oktober.

## Kenmerken
Hoed
De hoed heeft een diameter van 2 tot 7 cm. Het is aanvankelijk halfbolvormig, daarna gewelfd, uiteindelijk plat-convex, vaak licht concaaf in het midden. Gladde, scherpe rand in jonge vruchtlichamen met bungelende witroomresten. Het oppervlak is glad, oranjerood, soms met een roze zweem. Het is lichter aan de rand (saffraangeel).
Lamellen
De lamellen zijn aangehecht (adnate) met een tandje, smal. De kleur is aanvankelijk crèmekleurig, daarna okergeel tot roodbruin van kleur. Bij jonge vruchtlichamen en bij oudere worden ze zwart na het pletten. Gladde lamelbladen zijn glad.
Steel
De steel heeft een hoogte van 5 tot 9 cm en een dikte van 0,5 tot 1 cm. De vorm is cilindrisch. De steel is recht, aanvankelijk vol, daarna leeg en veerkrachtig. Het oppervlak boven de ringvormige zone is glad, lichtgeel tot oranje, daaronder geeloranjebruin of crème, bedekt met fibrillen of schubben, oranjebruin aan de basis.
Vlees
Het vlees is oranjebruin als het nat is, saffraangeel als het droog is. Het wordt donker als het beschadigd is. 
Smaak
De smaak is smaak.

### Microscopische kenmerken
De sporenuitscheiding is roestbruin. De basidiosporen zijn ellipsvormig-ovaal, licht boonvormig en meten 5,5-8 × 3,5-4,5. De cheilocystidia zijn smal cillindervormig. Chrysocystidia zijn talrijk en knotsvormig.

## Verspreiding
De goudvinkzwam komt voor in Noord-Amerika, Europa, Korea en Japan. In Nederland komt de vrij algemeen voor. Hij staat op de rode lijst in de categorie 'Kwetsbaar' .